# 留村乡 (深泽县)
留村乡，是中华人民共和国河北省石家庄市深泽县下辖的一个乡镇级行政单位。

## 行政区划
留村乡下辖以下地区：
东南留村、西南留村、东北留村、西北留村、留王庄村、夹河村、大贾庄村、李家庄村、北赵庄村、纸房村、西内堡村、南内堡村、北羊村、羊村和贾村。